# Vince Bellissimo
Vince Bellissimo (né le 14 décembre 1982 à Toronto, Ontario, au Canada) est un joueur canadien de hockey sur glace. Il est le frère de Daniel Bellissimo.

## Carrière de joueur
Il fut repêché par les Panthers de la Floride en 2002. Il ne joua jamais pour ce club. Après sa carrière universitaire, il fit la navette entre des équipes de deux ligues, soit entre la East Coast Hockey League et la Ligue américaine de hockey. Après seulement trois saisons dans le hockey mineur nord-américain, il décida de se joindre au ERC Ingolstadt en Allemagne pour la saison 2007-2008.

## Statistiques
| Saison    | Équipe                      | Ligue    |    | Saison régulière | Saison régulière | Saison régulière | Saison régulière | Saison régulière |    | Séries éliminatoires | Séries éliminatoires | Séries éliminatoires | Séries éliminatoires | Séries éliminatoires |
| Saison    | Équipe                      | Ligue    | PJ | B                | A                | Pts              | Pun              | PJ               | B  | A                    | Pts                  | Pun                  |                      |                      |
| 2001-2002 | ScareCrows de Topeka        | USHL     | 61 | 37               | 39               | 76               | 33               | -                | -  | -                    | -                    | -                    |                      |                      |
| 2002-2003 | Broncos de Western Michigan | NCAA     | 37 | 19               | 17               | 36               | 18               | -                | -  | -                    | -                    | -                    |                      |                      |
| 2003-2004 | Broncos de Western Michigan | NCAA     | 38 | 13               | 27               | 40               | 42               | -                | -  | -                    | -                    | -                    |                      |                      |
| 2004-2005 | Broncos de Western Michigan | NCAA     | 35 | 17               | 20               | 37               | 81               | -                | -  | -                    | -                    | -                    |                      |                      |
| 2004-2005 | Rampage de San Antonio      | LAH      | 12 | 3                | 3                | 6                | 2                | -                | -  | -                    | -                    | -                    |                      |                      |
| 2005-2006 | Everblades de la Floride    | ECHL     | 19 | 13               | 10               | 23               | 2                | 8                | 5  | 8                    | 13                   | 4                    |                      |                      |
| 2005-2006 | Lock Monsters de Lowell     | LAH      | 47 | 8                | 6                | 14               | 20               | -                | -  | -                    | -                    | -                    |                      |                      |
| 2006-2007 | Everblades de la Floride    | ECHL     | 56 | 29               | 43               | 72               | 31               | 16               | 12 | 11                   | 23                   | 10                   |                      |                      |
| 2007-2008 | ERC Ingolstadt              | DEL      | 55 | 31               | 25               | 56               | 89               | 3                | 0  | 2                    | 2                    | 2                    |                      |                      |
| 2008-2009 | KalPa Kuopio                | SM-liiga | 15 | 2                | 4                | 6                | 8                | -                | -  | -                    | -                    | -                    |                      |                      |
| 2008-2009 | HC TWK Innsbruck            | EBEL     | 41 | 20               | 25               | 45               | 62               | -                | -  | -                    | -                    | -                    |                      |                      |
| 2009-2010 | ERC Ingolstadt              | DEL      | 29 | 8                | 6                | 14               | 51               | -                | -  | -                    | -                    | -                    |                      |                      |
| 2009-2010 | Asiago HC                   | Série A  | 8  | 4                | 7                | 11               | 6                | -                | -  | -                    | -                    | -                    |                      |                      |
| 2010-2011 | Wranglers de Las Vegas      | ECHL     | 13 | 9                | 7                | 16               | 14               | -                | -  | -                    | -                    | -                    |                      |                      |

### Équipes d'étoiles et trophées
- 2002 : nommé dans la 1re équipe d'étoiles de la United States Hockey League.
- 2003 : nommé dans l'équipe d'étoiles des recrues de la Central Collegiate Hockey Association.